# 命运交响曲 (2011年电视剧)
《命运交响曲》是一部2011年首播的中国大陆都市偶像剧，由浙江华策影视股份有限公司出品，台湾导演柯翰辰、于中中联合执导，并由杨幂、冯绍峰、迟帅、郭珍霓、张伦硕、高昊、周晓涵等领衔主演，讲述了两姐妹因感情纠葛和一段复杂的身世秘密反目成仇，被妹妹陷害入狱的姐姐在出狱后努力奋斗，最终寻回自己的真爱，两姐妹亦重归于好的故事。
该剧于2011年3月25日在浙江杭州开机拍摄，同年6月4日杀青关机。2011年10月3日，本剧在安徽、深圳两家卫视黄金档全国首播。

## 播出时间
以下时间以当地时间（UTC+8）为准

### 首播
| 频道         | 所在地 | 播放日期        | 播出时间       |
| ------------ | ------ | --------------- | -------------- |
| 安徽卫视     | 中国   | 2011年10月3日起 | 每晚19：31     |
| 深圳卫视     | 中国   | 2011年10月3日起 | 每晚19：30     |
| 新传媒8频道  | 新加坡 |                 | 每星期日14：30 |
| 新传媒8频道  | 新加坡 |                 | 每星期日14：30 |
| MOD ELTA影劇 | 臺灣   | 2013年11月25日  |                |

## 主要演员
| 演員   | 角色   | 简介 |
| 杨幂   | 郝安琪 | 全剧主人公。一开始因为被刘辰熙拾到学生证，因此认识了她，然后相恋。後來知道妹妹(郝安娜)也喜欢刘辰熙，所以反目。有一天刘辰熙看到郝安娜正开车乱撞，为了制止她而被撞死，此情境被郝安琪看见，并把一切承担在自己身上，替妹妹坐牢。出狱后去了一间公司做清洁工而遇到赵天佑，並被他(赵天佑)误认为是设计师，后向他坦明一切，去了赵天佑一间分公司工作。遇到了宋承昊，最後与宋承昊在一起 |
| 冯绍峰 | 刘辰熙 | 郝安琪的前男友，后死于车祸；刘芸希的哥哥 |
| 迟帅   | 宋承昊 | 郝安娜的前男友，后与安琪在一起 |
| 郭珍霓 | 郝安娜 | 郝安琪的妹妹，喜歡刘辰熙，后与尹浩明在一起 |
| 高昊   | 尹浩明 | 金宝国的徒弟。暗恋安娜，后与安娜在一起 |
| 张伦硕 | 赵天佑 | 著名时装设计师，郝安琪的老师 |
| 陶慧敏 | 郝星雨 | 郝安琪的母亲 |
| 陈为民 | 金宝国 | 郝星雨的现任丈夫，郝安琪的继父 |
| 左翎   | 陆曼青 | 郝安娜的生母，宋礼源的情妇 |
| 朱俞硕 | 尹晓爱 | 宋礼源和陆曼青收养的女儿，其實為安娜和尹浩明的亲生女儿 |

## 電視劇歌曲
| 曲序 | 曲目                        |        | 作曲   | 演唱   |
| ---- | --------------------------- | ------ | ------ | ------ |
| 1.   | 《愛的交響》（片头曲）      | 郭敬明 | 金善民 | 張倫碩 |
| 2.   | 《手心》（片尾曲）          | 鍾陳   | 金善民 | 洪曉蕾 |
| 3.   | 《雨過之後》（插曲）        | 钟陈   | 金善民 | 張天其 |
| 4.   | 《Thinking of you》（插曲） | 張倫碩 | 汤小康 | 張倫碩 |

## 收視率
(由csm数据参考而来，收视率包括全天收视指数和市场(收视)份额参数)
| 平台     | 平均收视率 | 平均市場份額 | 全年排名 |
| 安徽卫视 | 1.05       |              | 30       |